# Gauguin, le loup dans le soleil
Pour les articles homonymes, voir Gauguin (homonymie).
Pour plus de détails, voir Fiche technique et Distribution.
Gauguin, le loup dans le soleil (Oviri) est un film franco-danois d'Henning Carlsen réalisé en 1986. Ce film biographique est fondé sur la vie du peintre français Paul Gauguin.

## Synopsis
La vie du peintre français Paul Gauguin alors qu’il retourne vivre à Paris à la suite d'un long séjour passé sur l'île de Tahiti. Dans la capital, il devra se confronter à sa épouse ainsi que ses enfants et son ancien amant.

## Fiche technique
- Titre : Gauguin, le loup dans le soleil
- Titre original : Oviri
- Réalisation : Henning Carlsen
- Scénario : Henning Carlsen, Jean-Claude Carrière et Christopher Hampton
- Musique : Roger Bourland et Ole Schmidt
- Photographie : Mikael Salomon
- Montage : Janus Billeskov Jansen
- Production : Henning Carlsen
- Société de production : Caméras Continentales, Dagmar Film Produktion, Danmarks Radio et TF1
- Pays de production :  Danemark et  France
- Genre : biopic et drame
- Durée : 100 minutes
- Dates de sortie : 
  - Danemark : 5 septembre 1986
  - France : 13 mai 1987
  - États-Unis : 31 juillet 1987 (New York)

## Distribution
- Donald Sutherland : Paul Gauguin
- Max von Sydow : August Strindberg
- Jean Yanne : William Molard
- Sofie Gråbøl : Judith Molard
- Valeri Glandut : Annah
- Fanny Bastien : Juliette Huet
- Luis Rego